# Museo diocesano (Potenza)
Il museo diocesano di Potenza è un Museo diocesano, attualmente situato al piano terra dell'ex seminario diocesano di Potenza, alle spalle della cattedrale di San Gerardo. 
L'edificio risale al 1616 e, con la cattedrale e il seminario, fu pesantemente danneggiato dai bombardamenti alleati del 1943, per essere poi restaurato nel secondo dopoguerra.
Il museo diocesano contiene, comunque, attualmente buona parte degli arredi sacri della cattedrale potentina e vi sono presenti, inoltre, in gran numero ritratti ed anche un crocifisso astile di pregevole fattura del 1714. Ci sono anche dei libri sacri di notevole pregio.
Il museo diocesano presenta anche un'accurata documentazione dedicata ai registri di battesimi, cresime e matrimoni della cattedrale fin dal 1600.